# Белое озеро (Томск)
Белое озеро — озеро в историческом центре Томска на Воскресенской горе в Октябрьском районе. В настоящее время является бессточным, хотя исторически имело сток через речку Белая в Ушайку.

## История
Вплоть до начала XX века вода в озере была чистой и в народе считалась целебной. Длительное время озеро было источником питьевой воды для жителей окрестного района. Из него же брали воду для тушения пожаров. Потому в апреле 1839 года группа томских мещан обращалась с жалобой на Высочайшее имя, что в сентябре предыдущего года озеро спустили в прорытую канаву. По разрешению Томской думы была устроена плотина, восстановившая уровень воды в озере.
В 1870-х годах озеро углубили, придали форму правильного овала, убрали из середины торфяной остров, обсадили деревьями. Летом на озере устраивались купальни, а зимой — катки. Катаясь по неокрепшему льду озера, утонул малолетний сын крупного томского купца Евграфа Кухтерина Василий.
В 1907 году по представлению А. К. Завиткова городская управа рассматривала предложение засыпать озеро и устроить на его месте базарную площадь, которое было отклонено 26 голосами против 2 при 4 воздержавшихся.
В 1914 году главный садовник ботанического сада П. М. Флосов составлял план сада на окружающей озеро площади.
В 1940 году по берегам озера был заложен парк, высажены кусты акации, тополя, яблони, кедры, ели; установлены скульптуры Ленина, Сталина, Ворошилова, Чапаева, скульптурные группы «Партизаны», «Пограничник с собакой».
В годы Великой Отечественной войны озеро стало использоваться заводом «Томкабель» как технический водоём. В 1950-х годах загрязнённую воду спустили, дно очистили. Вокруг озера были высажены клёны.
29 августа 1959 года в середине озера сооружён фонтан — белая лилия, проект преподавателя Томского инженерно-строительного института В. В. Горева.
В ноябре 1978 года в сквере на берегу Белого озера был установлен бронзовый бюст уроженцу Томска — космонавту Николаю Рукавишникову.

## Этимология
По одной из легенд, в начале XVII века на воинов эуштинского князя Тояна, долго сдерживавших наступление степных варягов, неожиданно напали злые духи и принесли тяжкие болезни. Спастись от напасти можно было только оживив озеро своей кровью. Это сделала дочь князя красавица Тома, ударив себя кинжалом в грудь. Вода у её ног закипела, стала белой, и ей исцелились больные воины, что позволило им не пустить врагов в город. Озеро же стало называться Белым.:324
По другому преданию, названо по белоствольным берёзам, окружавшим озеро:324.
Современная версия происхождения предполагает, что этим именем на Руси издавна называются источники с чистой, прозрачной водой:324.